# پلاساس د سبرانیا

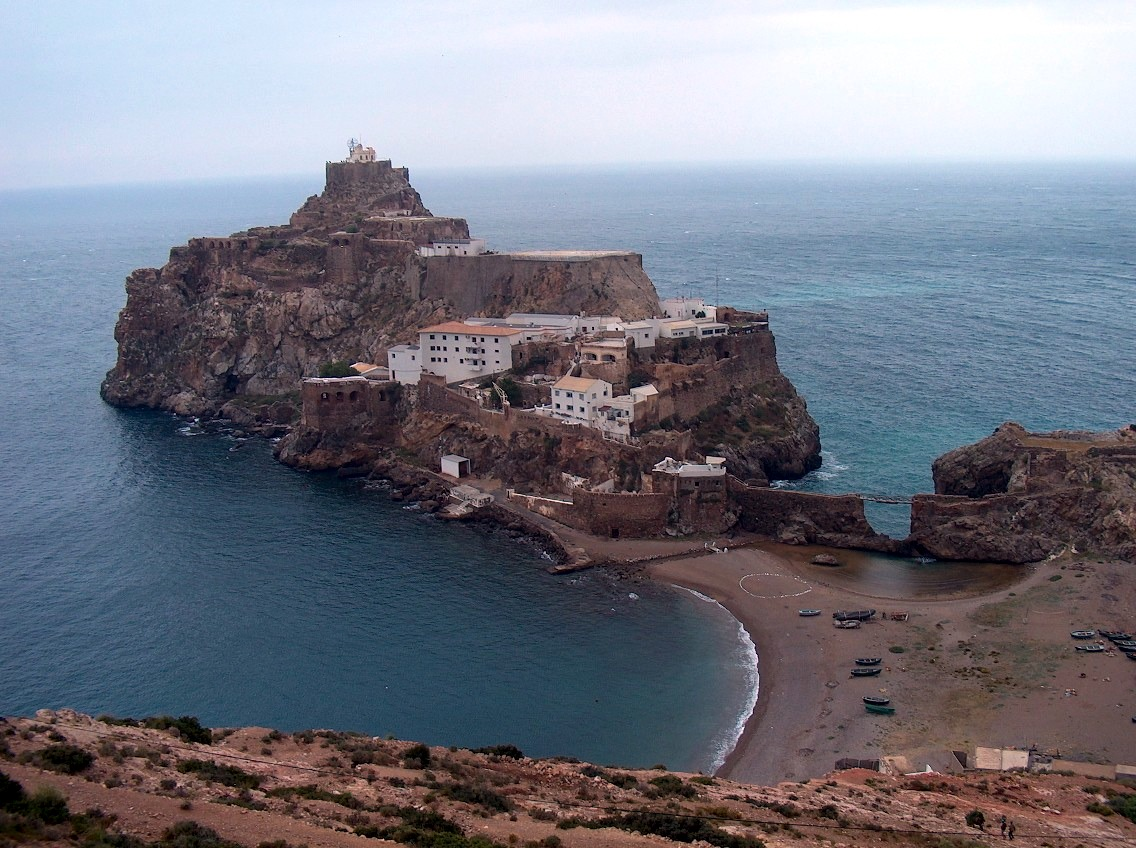
پلاساس د سوبرانیا

پلاساس د سُبرانیا (plazas de soberanía del norte de Africa یعنی نقاط حاکمیتی شمال آفریقا) نقاط تحت حاکمیت اسپانیا در شمال آفریقا هستند. این نقاط ۱۴۵٬۳۳۶ نفر جمعیت دارند و همگی توسط کشور مراکش ادعا شده‌اند.